# Siphonogorgia collaris
Siphonogorgia collaris is een zachte koraalsoort uit de familie Nidaliidae. De koraalsoort komt uit het geslacht Siphonogorgia. Siphonogorgia collaris werd in 1908 voor het eerst wetenschappelijk beschreven door Nutting. 